# Boeye (geslacht)

Familiewapen van Boeye

Boeye (ook: Schuurbeque Boeye) is een Nederlands geslacht, waarvan leden sinds 1842 behoren tot de Nederlandse adel.

## Geschiedenis
De stamreeks begint met Jan Boye(nzoon), die voor 1490 overleed, en wiens weduwe Lone tussen 1490 en 1494 vermeld wordt. Hun zoon, Jan Jan Boyenzoon, was vanaf 1469 schepen en vanaf 1471 burgemeester van Zierikzee. Ook andere leden van het nageslacht waren tot in de 20e eeuw actief als bestuurder van die stad.
Bij Koninklijk Besluit van 24 maart 1842 werd mr. Johan Schuurbeque Boeye (1781-1847), lid van de raad van Zierikzee, verheven in de Nederlandse adel. De niet-adellijke takken werden in 1918 opgenomen in het genealogische naslagwerk Nederland's Patriciaat.
In 2023 leefden er nog drie adellijke mannelijke telgen: de chef de famille, diens zoon en diens kleinzoon.

## Enkele telgen
Pieter Boeye (1633-1713), thesaurier, griffier der stad, raad van Zierikzee
- Ds. Jan Boeye (1663-1726), predikant
  - Dr. Pieter Boeye (1694-1723), stadsgeneesheer
    - Mr. Johan Boeye (1721-1779), schepen, raad en burgemeester van Zierikzee; trouwde in 1746 met Anna Schuurbeque (1725-1805)
      - Samuel Schuurbeque Boeye, heer in Oud- en Nieuw-Vossemeer, van Vrijberghe (1757-1819), president stadsraad van Zierikzee
        - Jhr. mr. Johan Schuurbeque Boeye (1781-1847), raad in de vroedschap en gemeenteraadslid van Zierikzee, lid Vergadering van Notabelen
          - Jhr. mr.  Samuel Schuurbeque Boeye (1806-1880), raadsheer gerechtshof Middelburg
            - Jkvr. Henriette Johanna Anna Schuurbeque Boeye (1834-1911); trouwde in 1856 met mr. Carolus Joannes Pické (1831-1887), minister, lid Eerste Kamer, burgemeester van Middelburg

          - Jkvr. Levina Anna Catherina Schuurbeque Boeye (1808-1875); trouwde in 1835 met mr. Cornelis van der Lek de Clercq, heer van Stavenisse, Haamstede en in Oud- en Nieuw-Kempenshofstede (1811-1886), lid gemeenteraad van Zierikzee, lid Eerste Kamer
          - Jhr. mr. Marinus Jan Schuurbeque Boeye (1810-1902), president arrondissementsrechtbank van Zierikzee
            - Jhr. ir.  Marinus Jan Schuurbeque Boeye (1850-1918), kunstschilder

          - Jhr. mr. Jean François Schuurbeque Boeye, heer van Haamstede (1812-1891), lid Provinciale en Gedeputeerde Staten van Zeeland, lid Eerste Kamer, lid Provinciale Staten van Zuid-Holland, lid gemeenteraad van 's-Gravenhage
            - Jhr. mr. Jan François Schuurbeque Boeye (1843-1927), president arrondissementsrechtbank van 's-Gravenhage, lid Provinciale Staten van Zuid-Holland
              - Jhr. Jean François Schuurbeque Boeye (1871-1945), lid gemeenteraad en wethouder van Zierikzee

          - Jkvr. Elisabeth Schuurbeque Boeye (1814-1864); trouwde in 1838 met mr. Hendrik Albert van Adrichem (1808-1855), lid gemeenteraad en wethouder van Zierikzee
          - Jhr. mr. Jacobus Schuurbeque Boeye (1815-1887), advocaat te Zierikzee
            - Jhr. mr. Jacobus Willem Daniël Schuurbeque Boeye (1845-1920), rechter, id gemeenteraad en wethouder van Zierikzee
              - Jkvr. Adrienne Cornélie Schuurbeque Boeye (1874-1970); trouwde in 1898 met jhr. mr. Jacob Willem Schorer (1866-1936), burgemeester van Sassenheim

            - Jhr. mr. Johan Schuurbeque Boeye (1847-1923), rechter te Middelburg
              - Jhr. mr. Jacobus Schuurbeque Boeije (1891-1955), burgemeester van Zierikzee

          - Jhr. mr. Louis Wilhelmus Adriaan Schuurbeque Boeye, heer van Biggekerke en Crommenhoeke (1817-1893), kantonrechter te Middelburg
            - Jhr. Henri François Schuurbeque Boeye (1858-1931), burgemeester
            - Jkvr. Henriette Françoise Schuurbeque Boeye (1858-1924), lid gemeenteraad van Middelburg
            - Jhr. Aarnout Reinier Schuurbeque Boeye (1862-1945), bankdirecteur
              - Jhr. Aarnout Schuurbeque Boeye (1898-1990)
                - Jhr. Aarnout Maarten Eric Schuurbeque Boeye (1939), voormalig bankier, chef de famille

          - Jhr. Raymond Schuurbeque Boeye (1819-1896), rijksbetaalmeester, onder andere te Zierikzee
            - Jhr. Leendert Schuurbeque Boeye (1863-1937), lid gemeenteraad van Zeist
              - Jhr. Raymond Charles Schuurbeque Boeye (1902-1999), antiquair en leraar Engels; had een relatie waaruit
                - Isabella Schuurbeque Boeye (1947-2020), kunstschilderes

Geslachten die opgenomen zijn in het sinds 1910 verschijnende genealogische naslagwerk Nederland's Patriciaat. Lijst volgens opgave van het CBG Centrum voor familiegeschiedenis.
A · B · C · D · E · F · G · H · I · J · K · L · M · N · O · P · Q · R · S · T · U · V · W · Y · Z